# Conill d'Angora
El conill d'Angora (turc: Ankara tavşanı) és una varietat de conill domèstic que es cria per les fibres llargues del seu pelatge, conegudes com a llana d'Angora, que s'apleguen per tallar, pentinar o arrencar. Com que els conills no tenen les mateixes qualitats que causen al·lèrgies que molts altres animals, la seva llana és una alternativa important. Hi ha almenys 11 races diferents de conill d'Angora, quatre de les quals actualment estan reconegudes per l'Associació Americana de Criadors de Conills (ARBA).

## Història
Es diu que l'angora es va originar a Ankara (històricament coneguda com a Angora), a l'actual Turquia, i se sap que va ser portada a França el 1723. El conill d'Angora va ser animal de companyia de la reialesa francesa a mitjans del segle xviii; al final del segle s'havia estès per la resta d'Europa. Als Estats Units, les peces fetes amb llana de conill d'angora han estat populars des que van arribar a principis del segle xx. Però només durant la Segona Guerra Mundial es va expandir la producció nacional per satisfer la demanda de més de 120.000 lliures a l'any. Aquesta valuosa i suau fibra sedosa va despertar molt d'interès i ràpidament la gent es va enamorar del procés de producció.
El seu abundant pelatge és objecte d'explotació econòmica. L'escàs diàmetre, 11 micres, i la longitud dels pèls són dos factors molt atractius per a la indústria tèxtil, ja que les peces confeccionades amb aquest tipus de fibra pesen menys que la llana i donen molt més abric. L'angora forma part de peces d'alta qualitat. Pel seu abundant pelatge se li ha de raspallar de dos a tres vegades per setmana.

## Origen
El conill d'Angora s'esmenta en 1755 pel naturalista comte de Buffon. Carl von Linné també el descriu en 1788. El conill d'Angora és una mutació que va aparèixer simultàniament en diversos llocs d'Europa; alguna cosa similar a l'ocorregut amb la mutació del conill Rex, de pèl extra-curt.
França comença l'explotació del conill d'Angora en petites granges per exportar els teixits per a peces d'abric, especialment per a la curació de malalties reumàticas. Anglaterra, país receptor d'aquestes exportacions, va començar a desenvolupar la seva pròpia explotació de conill d'Angora.

## Varietats de conill d'Angora
L'icònic pelatge llarg de l'Angora és el resultat d'un gen de conill anomenat l (és a dir, "L" minúscula). Aquest "gen Angora" està present en totes les races d'Angora. De vegades també s'ha utilitzat en el desenvolupament d'altres races de conills o noves varietats d'altres races. Ara les races "Dwarf Wooly", com ara l'American Fuzzy Lop, Lion Head i Jersey Woolie, estan reconegudes als Estats Units per ARBA. Bèlgica i França tenen les seves pròpies races nanes llanas. També hi ha una raça rara de Mini Angora Angora a Nova Zelanda.

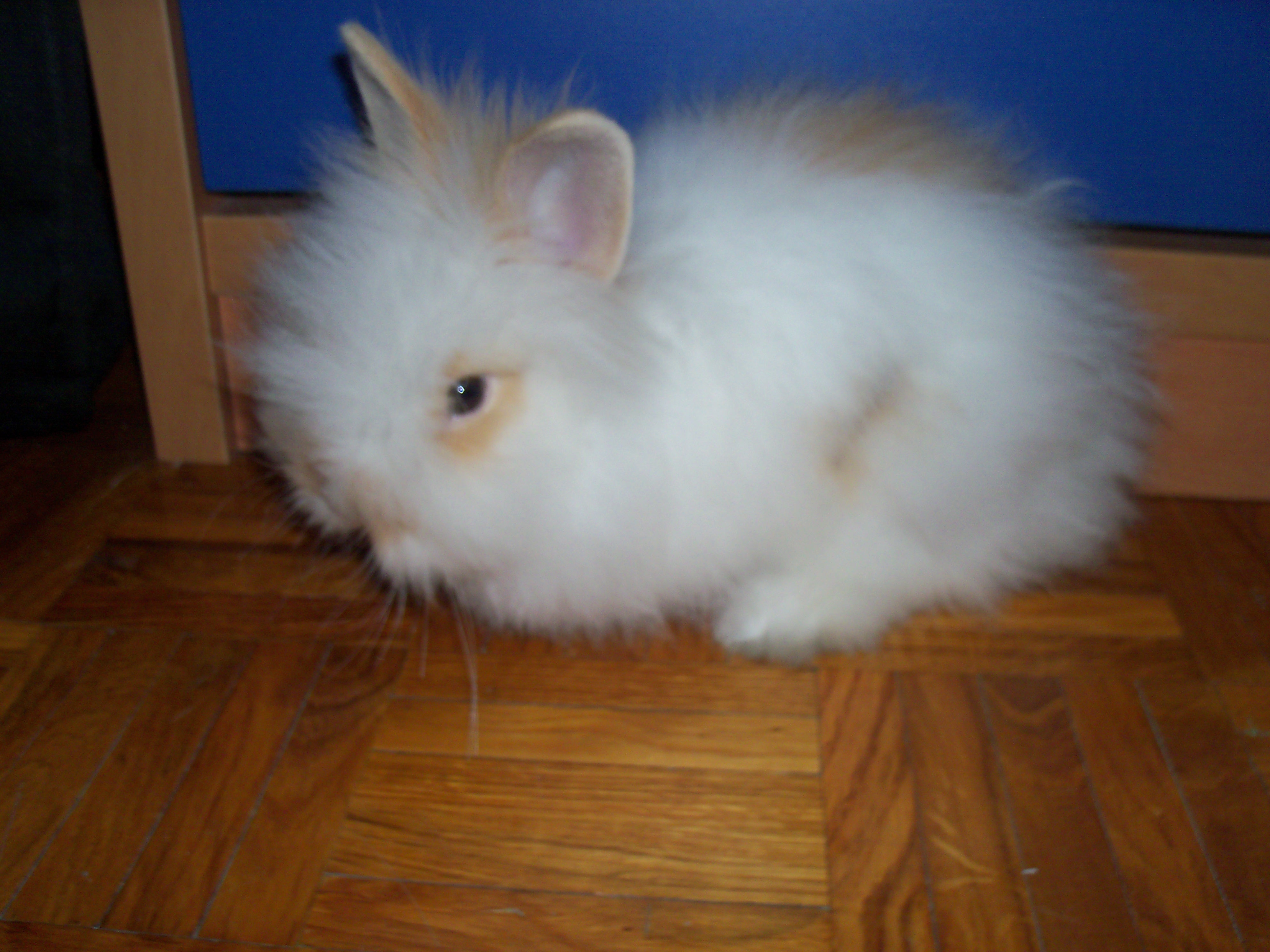
Conill d'angora

L'Associació Americana de Cria de Conills (American Rabbit Breeders Association, ARBA) ha fixat quatre varietats del conill d'Angora, cadascuna amb les seves particulars característiques morfològiques.
- Conill d'Angora anglès
- Conill d'Angora francès
- Conill d'Angora gegant
- Conill d'Angora setí

### Característiques morfològiques
- El Conill d'Angora anglès: té un abundant pelatge en les orelles, el cap i les potes i al tacte és sedós. És l'espècie més petita dels conills d'Angora. Arriben a pesar entre 2,5 i 4 kg a l'edat madura.
- El Conill d'Angora francès: té la cara i les orelles envoltades de pèl llis. S'assembla a un conill comú. El cos del conill té forma oval i el seu pes és de 4 kg i 5 kg.
- El Conill d'Angora gegant: el seu pelatge és blanc. No se li pot tallar el cabell,ja que no muda el pelatge. Qualsevol conill amb les seves mateixes característiques, però amb el pelatge d'un altre color, sol ser un híbrid. És el més gran de les quatre espècies i el seu pes en la seva maduresa és d'aproximadament 4,5 a 6 kg.
- El Conill d'Angora setí: que porta aquest nom per la lluentor del seu pelatge. No té abundant pèl i aquest és més curt que el de les altres espècies. El seu pèl és absolutament suau i el seu pes és de 4 kg en la seva maduresa.

## Alimentació
Són animals herbívors i s'alimenten de: farratges, fruites i verdures, a més dels seus subproductes. Cal donar-los cada dia una mescla de pinso, farratge verd i farratge sec.
El millor és proporcionar els aliments frescos en forma d'amanides barrejades. De tant en tant es poden oferir petites quantitats d'hortalisses i fruites. Com a molt dues o tres vegades a la setmana. Amb una dieta d'aquest tipus es mantindran sans i vitals. L'alimentació del conill d'Angora és molt semblada al dels conills domèstics però cal tenir més cura amb ells.

## Hàbitat
Prové de granges de criança a Ankara, Turquia; des d'on va ser portat a Europa i a Amèrica.
És aconsellable, si conviu en una casa, que tingui una gàbia gran, ja que per la seva grandària necessita espais grans.
Els francesos utilitzen conilleres de ciment condicionades amb restes de palla. La palla absorbeix l'orina i manté acollidor l'hàbitat de l'animal.
A Turquia han criat aquests conills amb èxit, cobrint les seves gàbies amb teles de malla. Els conills d'Angora no aguanten les temperatures que superen els 30 °C ni les temperatures que baixen dels 10 °C. Necessiten estar en un lloc amb una bona ventilació, per evitar els problemes per l'abundant orina d'aquest animal.

## Hàbits sexuals
Quan un conill d'Angora corre en cercles al voltant de les seves potes posteriors és un senyal de comportament sexual.
El conill d'Angora aconsegueix la seva maduresa sexual entre els quatre i els sis mesos. Poden criar en qualsevol època de l'any. La femella no manifesta època de zel, la qual cosa permet criar en qualsevol època de l'any, la gestació dura aproximadament un mes.